# محمدباقر یزدی
محمدباقر یزدی (نام کامل: ملا محمدباقر بن زین العابدین یزدی) (درگذشته: ۱۰۵۶ هجری قمری) از ریاضیدانان دوره صفویه بود. مهمترین اثر ریاضی موجود وی عیون الحساب نام دارد که آن را به تقلید از کتاب مفتاح الحساب غیاث الدین جمشید کاشانی نوشت .کتاب یزدی ۷ بخش دارد :یکم حساب عدد های صحیح ؛دوم حساب کسر ها ؛سوم حساب شصتگانی ؛چهارم درباره ی مساحت ؛پنجم به دست آوردن مجهول ها با تناسب ؛ششم به دست آوردن مجهول ها با دو عدد تخمینی ؛هفتم جبر و مقابله.او در علم ریاضی قواعد جدیدی ابداع نمود. محمدباقر یزدی در فصلی از کتاب عیون الحساب به محاسبه اعداد متحابه (اعداد دوست) پرداخته است. یزدی قبل از رنه دکارت به این نتیجه رسید که دو عدد ۹۳۶۳۵۸۴ و ۹۴۳۷۰۵۶ دو عدد دوست هستند.
منابع 
کتاب ۱۰۰ دانشمندان ایران و اسلام اثر حسن سالاری